# Ла-Перш
Ла-Перш (фр. La Perche) — коммуна во Франции, находится в регионе Центр. Департамент — Шер. Входит в состав кантона Сользе-ле-Потье. Округ коммуны — Сент-Аман-Монтрон.
Код INSEE коммуны — 18178.

## География

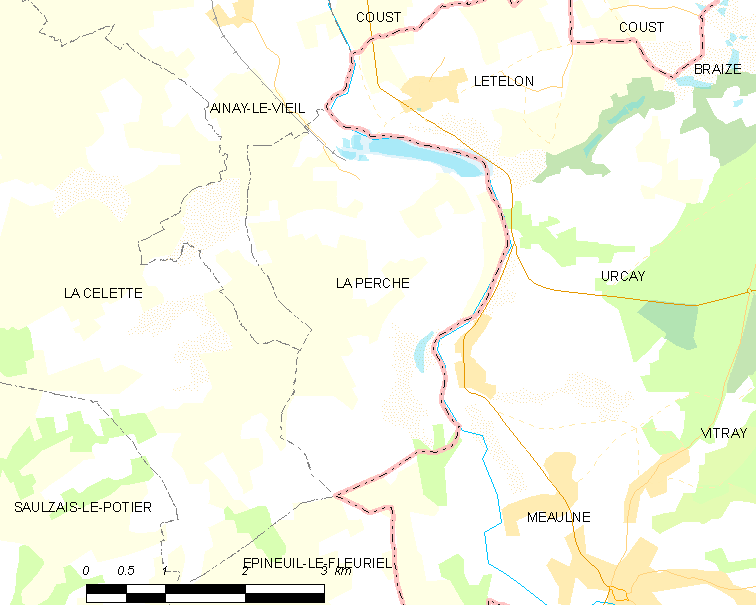
Карта коммуны

Коммуна расположена приблизительно в 250 км к югу от Парижа, в 150 км южнее Орлеана, в 55 км к югу от Буржа.
Вдоль восточной границы коммуны протекает река Шер.

## Население
Население коммуны на 2008 год составляло 254 человека.
| 1962 | 1968 | 1975 | 1982 | 1990 | 1999 | 2008 |
| ---- | ---- | ---- | ---- | ---- | ---- | ---- |
| 273  | 328  | 281  | 232  | 247  | 245  | 254  |

## Администрация
| Период | Период | Фамилия       | Партия | Примечания |
| ------ | ------ | ------------- | ------ | ---------- |
| 2001   | 2008   | Кристин Лекок |        |            |
| 2008   | 2014   | Жак Росси     |        |            |

## Экономика
Основу экономики составляет сельское хозяйство.
В 2007 году среди 155 человек в трудоспособном возрасте (15-64 лет) 111 были экономически активными, 44 — неактивными (показатель активности — 71,6 %, в 1999 году было 70,4 %). Из 111 активных работали 99 человек (54 мужчины и 45 женщин), безработных было 12 (4 мужчины и 8 женщин). Среди 44 неактивных 7 человек были учениками или студентами, 21 — пенсионерами, 16 были неактивными по другим причинам.